# Starward
Die Starward war ein 1968 in Dienst gestelltes Kreuzfahrtschiff der Norwegian Caribbean Lines (später Norwegian Cruise Line), das für die Reederei bis 1995 im Einsatz stand. In seiner folgenden, insgesamt 50 Jahre andauernden Laufbahn fuhr das Schiff unter verschiedenen Namen und Eignern wie Festival Cruises oder Louis Cruise Lines. 2018 wurde die ehemalige Starward als Aegean im indischen Alang abgewrackt.

## Geschichte

### Norwegian Cruise Line
Die Starward entstand unter der Baunummer 935 bei AG Weser in Bremerhaven und wurde am 21. Juni 1968 vom Stapel gelassen. Nach der Übernahme durch die damals noch zur Kloster Rederi AS gehörenden Norwegian Cruise Line am 29. November 1968 nahm das Schiff am 21. Dezember 1968 den Kreuzfahrtdienst ab Miami auf. Das Schiff war der erste Neubau der Reederei. Das Schiff sollte als Kreuzfahrtschiff und als Fährschiff eingesetzt werden.
1975 erlangte die Starward kurze Berühmtheit als Dreh- und Handlungsort für den Film Die falsche Schwester mit Natalie Wood und Michael Caine. Im Oktober 1976 erhielt das Schiff eine Modernisierung in Jacksonville. Bei einem weiteren Umbau im Jahr 1988 erhielt die Starward einen sogenannten Ducktail am Heck. Nachdem das Schiff zwanzig Jahre lang unter norwegischer Flagge gefahren war, wurde es 1988 auf die Bahamas umgeflaggt.

### Festival Cruises
Nach mehr als 25 Jahren im Dienst für die Norwegian Cruise Line wurde die Starward im Juli 1995 an Festival Cruises verkauft und in Bolero umbenannt. Nach einem Umbau in Piräus nahm das Schiff am 22. Dezember 1995 unter der Flagge Panamas den Dienst für seinen neuen Eigner auf. Die Bolero wurde in den folgenden Jahren auch auf dem deutschsprachigen Markt angeboten. Im März 2003 war das Schiff kurzzeitig unter Charter des spanischen Reiseanbieters Spanish Cruise Line in Fahrt. Nachdem Festival Cruises im Januar 2004 Insolvenz anmeldete wurde die Bolero in Gibraltar aufgelegt.

### Abou Merhi Cruises

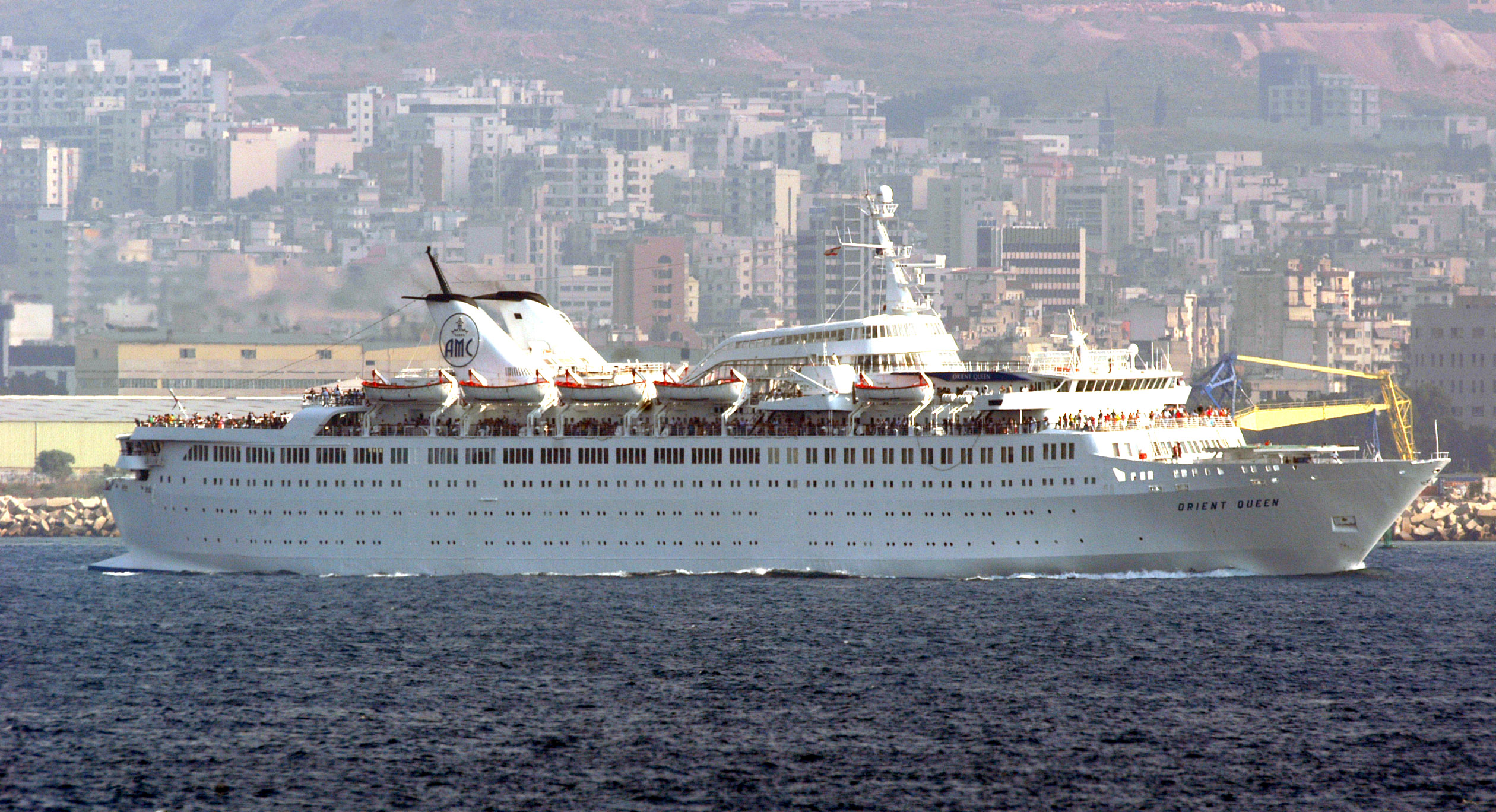
Die Orient Queen 2006 vor Beirut

Im Mai 2004 wurde das Schiff von der arabischen Reederei Abou Merhi Cruises gekauft, für mehr als 10 Millionen Dollar renoviert und im November 2004 in Orient Queen umbenannt. 2005 machte es seine erste Fahrt für die Reederei und war damit das erste in Dubai beheimatete Kreuzfahrtschiff. In den Sommermonaten war die Orient Queen zudem in Beirut stationiert.
Im Juli 2006 brachte das Schiff amerikanische Staatsbürger aus dem Libanon, als dort Unruhen wegen eines Konflikts mit Israel herrschten. Dabei wurde es von den Zerstörern Gonzalez und Barry eskortiert.

### Louis Cruise Line
Im August 2006 wurde die Orient Queen an die zypriotische Louis Cruise Line verkauft und fortan für Kreuzfahrten im Mittelmeer eingesetzt. In den folgenden Jahren wechselte sie mehrfach den Heimathafen: im Juli 2007 Piräus, im April 2009 Majuro und schließlich seit März 2011 Malta. Im September 2013 wurde das Schiff in Louis Aura umbenannt.
Im September 2014 wurde die Louis Cruise Line in Celestyal Cruises umbenannt und strukturierte sich neu um. Die Louis Aura blieb als einziges Schiff in der Flotte weiter unter ihrem alten Namen und dem Louis Cruises-Banner in Fahrt und wurde so unter anderem in der Saison 2014 sowie 2015 auch in der Nord- und Ostsee eingesetzt. Im April 2016 wurde die Louis Aura schließlich nach zehn Jahren im Dienst für die Reederei ausgemustert und in der Nähe von Piräus aufgelegt.

### Etstur
2017 charterte der türkische Reiseanbieter Etstur das Schiff. Ende Mai 2017 wurde es nach über einem Jahr Liegezeit in Aegean Queen umbenannt und im Juli 2017 wieder in Dienst gestellt. Ab Oktober 2017 wurde das Schiff erneut nahe Piräus aufgelegt. Im Juni 2018 wurde es zum Abbruch verkauft und als Aegean unter der Flagge Palaus zur Abbruchwerft überführt. Es verließ Paloukia nahe Piräus am 21. Juni und traf am 17. Juli 2018 im Golf von Khambhat ein. Am 27. Juli des Jahres wurde das Schiff in Alang zum Abbruch gestrandet. Es war mit 49 Dienstjahren eines der dienstältesten Kreuzfahrtschiffe der Welt.

## Technische Daten
Der Antrieb des Schiffes erfolgte durch zwei MAN-Dieselmotoren (Typ: V8V 40/54). Die Motoren wirkten über Untersetzungsgetriebe auf zwei Verstellpropeller. Das Schiff erreichte eine Höchstgeschwindigkeit von 16 Knoten (ungefähr 30 km/h). Es war mit einem elektrisch angetriebenen Bugstrahlruder ausgestattet.
Für die Stromerzeugung standen sechs von Bergen-Marine-Dieselmotoren (Typ: RTGB-8) angetriebene Generatoren zur Verfügung. Weiterhin wurde ein von einem Deutz-Dieselmotor (Typ: BF6M716) angetriebener Notgenerator verbaut.
Auf insgesamt acht Passagierdecks gab es Unterkünfte für maximal 850 Gäste in 414 Kabinen. Das Schiff hatte 400 Besatzungsmitglieder.

## Schwesterschiff
Die Starward hatte ein Schwesterschiff, die im Jahr 1969 in Fahrt gesetzte Skyward. Zuletzt wurde sie als Leisure World für Casinokreuzfahrten vor der Küste von Singapur eingesetzt, ehe sie im Mitte 2021 ebenfalls in Alang zum Abbruch eintraf.